# Черноменска битка
Битката при Черномен или битката при Марица се провежда край река Марица, близо до село Черномен (днес Орменио в Гърция) на 26 септември 1371 година между силите на османския султан Мурад I под предводителството на неговия военачалник от гръцки произход Лала Шахин и силите на Прилепското кралство и Сярското княжество под предводителството на братята Мърнявчеви –крал Вълкашин и деспот Иван Углеша. След 1365 г. Вълкашин е вече с кралско достойнство и е обявен от Стефан Урош V за съуправник на Сръбското царство. Неговият брат Иван Углеша по това време е деспот на Сяр. Християнските сили са събрани под християнското имперско знаме, но се състоят предимно от българи от Македония и югозападните български земи, сърби от Требине и Далмация, и малко албанци.
Битката завършва с убедителна победа на османците, които предприемат изненадваща нощна атака над неохранявания военен лагер на християните, които демонстрират подценяване на противника и лоша дисциплина. Вълкашин и Иван Углеша са убити в боя.